# Liste der Naturschutzgebiete im Landkreis Regensburg
Im Landkreis Regensburg gibt es 12 Naturschutzgebiete. Zusammen nehmen sie im Landkreis eine Fläche von etwa 829 Hektar ein. Das größte Naturschutzgebiet ist das 1991 eingerichtete Naturschutzgebiet Pfatterer Au.
| Name                                   | Bild | Kennung                   | Einzelheiten | Position | Fläche Hektar | Datum |
| -------------------------------------- | ---- | ------------------------- | --- | -------- | ------------- | ----- |
| Drabafelsen                            | BW   | NSG-00043.01 WDPA: 81551  | Nittendorf Vorkommen der Eibe. Begehbarkeit: Das Betreten des Gebietes ist untersagt.                                                       | ⊙        | 0,38          | 1937  |
| Eichenberg                             |      | NSG-00230.01 WDPA: 162885 | Kallmünz Wertvolles Zeugnis einer extensiven Kulturlandschaft.                                                                              | ⊙        | 32,58         | 1990  |
| Gmünder Au                             |      | NSG-00411.01 WDPA: 163267 | Pfatter Altwasserbereich mit großflächigen, extensiv genutzten Wiesen, Tümpeln mit Verlandungszonen sowie Gehölzbeständen der Weichholzaue. | ⊙        | 181,02        | 1992  |
| Greifenberg und Waltenhofener Hänge    |      | NSG-00391.01 WDPA: 163315 | Pettendorf Wärmeliebende Saum- und Waldgesellschaften mit hohem Anteil extrem wärmeliebender Pflanzen- und Tierarten.                       | ⊙        | 40,67         | 1991  |
| Hölle                                  |      | NSG-00048.01 WDPA: 81919  | Rettenbach, Brennberg Typischer Bach des Falkensteiner Vorwaldes. LK Cham 16,45 ha, LK Regensburg 2,25 ha                                   | ⊙        | 18,70         | 1976  |
| Hutberg bei Fischbach                  |      | NSG-00413.01 WDPA: 163834 | Kallmünz Südexponierter, weitgehend unbewaldeter Hangbereich.                                                                               | ⊙        | 19,92         | 1992  |
| Mattinger Hänge                        |      | NSG-00037.01 WDPA: 82144  | Matting Bewaldete Hangleite mit markanten Felsformationen. LK Kelheim 11,25 ha, LK Regensburg 48,05 ha                                      | ⊙        | 59,30         | 1941  |
| Max-Schultze-Steig                     |      | NSG-00018.01 WDPA: 82148  | Regensburg Rückzugsgebiet wärmeliebender Pflanzengesellschaften. Stadt Regensburg 7,44 ha, LK Regensburg 5,01 ha                            | ⊙        | 12,45         | 1939  |
| Pfatterer Au                           |      | NSG-00394.01 WDPA: 164994 | Pfatter Stromtallandschaft der Donau mit dem typischen, vielfältigen Lebensraumspektrum.                                                    | ⊙        | 343,81        | 1991  |
| Stöcklwörth                            |      | NSG-00365.01 WDPA: 165751 | Pfatter, Wörth an der Donau Lebensraum und Rückzugsgebiet wiesenbrütender Vogelarten.                                                       | ⊙        | 67,65         | 1989  |
| Westliche Naabtalhänge bei Pielenhofen | BW   | NSG-00412.01 WDPA: 319319 | Brunn Typische Waldgesellschaften der Talhänge des Jura.                                                                                    | ⊙        | 54,02         | 1992  |
| Wuzenfelsen                            |      | NSG-00356.01 WDPA: 166386 | Hemau, Deuerling Naturnaher Mischwald, mit Saumgesellschaften und Resten von ehemals genutzten Halbtrockenrasen.                            | ⊙        | 13,96         | 1989  |
| Legende für Naturschutzgebiet          |      |                           | |          |               |       |